# Olympische Jugend-Sommerspiele 2018/Teilnehmer (Südsudan)
| Gelbes Symbol für Goldmedaillen mit stilisierten Olympischen Ringen | Graues Symbol für Silbermedaillen mit stilisierten Olympischen Ringen | Braundes Symbol für Bronzemedaillen mit stilisierten Olympischen Ringen |
| ------------------------------------------------------------------- | --------------------------------------------------------------------- | ----------------------------------------------------------------------- |
| —                                                                   | —                                                                     | —                                                                       |

Die Jugend-Olympiamannschaft aus dem Südsudan für die III. Olympischen Jugend-Sommerspiele vom 6. bis 18. Oktober 2018 in Buenos Aires (Argentinien) bestand aus drei Athleten. Sie konnten keine Medaillen gewinnen.

## Athleten nach Sportarten

### Leichtathletik
| Mädchen - Jein Kiden Clement Morgan 100 m: 35. Platz | Jungen - Akoon Akoon 800 m: DNS (2. Lauf) |

### Taekwondo
Jungen
- Stephen Chol Atem
Klasse bis 63 kg: disqualifiziert (Achtelfinale)